# Emil Bloch
Harald Emil Bloch (14. december 1836 – 7. januar 1914) var en dansk kunsthistoriker og museumsdirektør.
Han blev født 1836 som søn af grosserer Jørgen Peter Bloch og Ida Emilie Ulrikke Henriette Weitzmann. Blev student i 1863 og tog Anden Eksamen året efter for at forfølge sin lyst til kunststudiet. Han dyrkede især kobberstikkerkunstens historie, som både samler og historiker. Han blev i 1870 ansat som inspektør ved Den Kongelige Malerisamling og som adjungeret inspektør ved Den Kongelige Kobberstiksamling. 1896 blev han direktør for det nyoprettede Statens Museum for Kunst, hvilket han var indtil 1911.
Han blev Ridder af Dannebrog 1885 og Dannebrogsmand 1897.
Brødre:
- Carl Bloch – maler
- Oscar Bloch – læge
- William Bloch – forfatter og teaterinstruktør

Han er begravet på Assistens Kirkegård.

## Værker
- Hollandske Kunstnere (1869) efter en mindre rejse i Holland og Belgien skrev han om de store lokale mestre i det 17. århundrede
- Albrecht Dürer (1874)
- Blade af Kobberstikkerkunstens Historie (1879)
- Katalog over den kongelige malerisamling (1896)
- Emil Blochs samling af raderinger og tegninger (1915)